# Флюгген, Йозеф

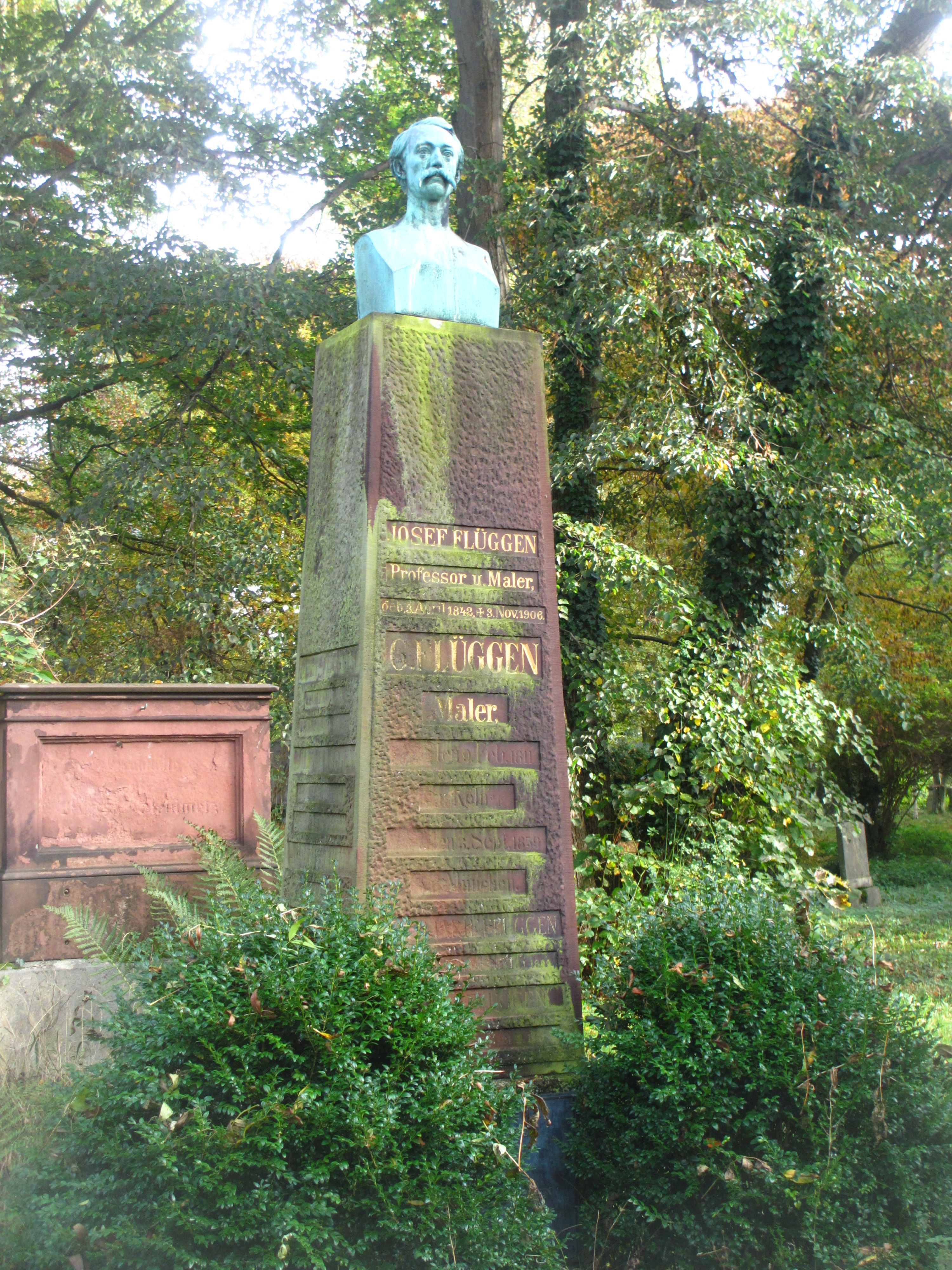
Памятник на общей с отцом могиле

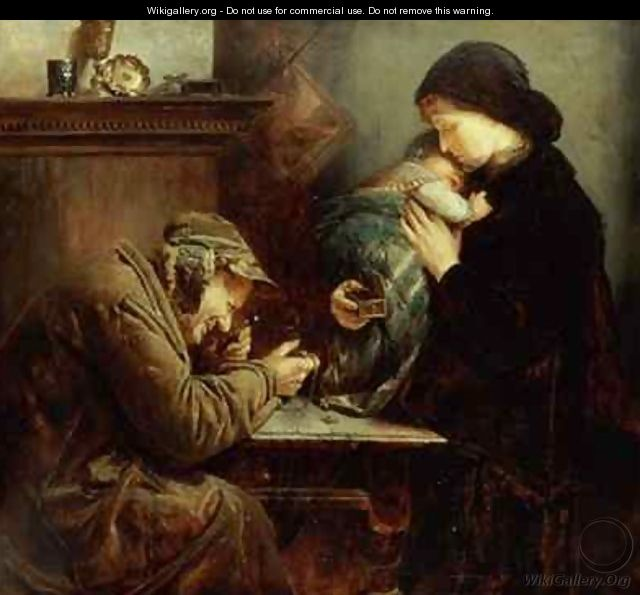
Последний запас. В ломбарде

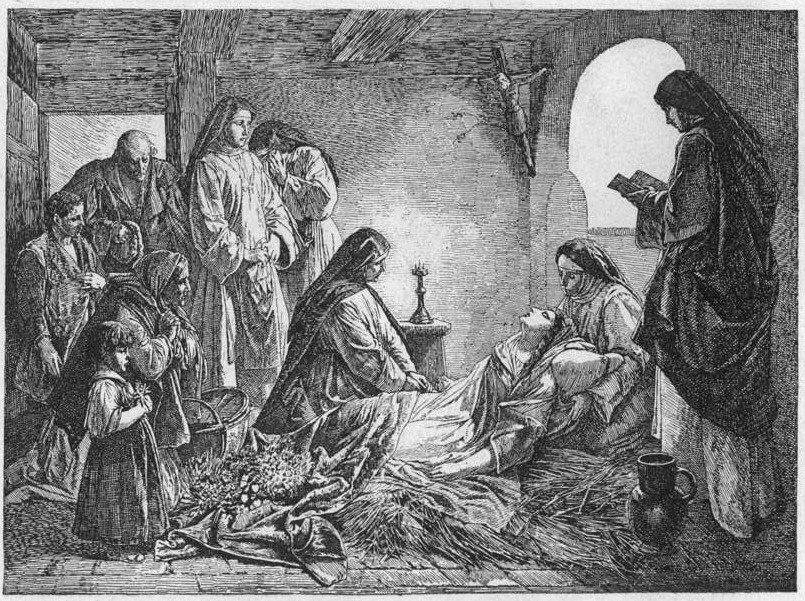
Смерть святой Елизаветы

Йозеф Флюгген (нем. Josef Flüggen; 3 апреля 1842, Мюнхен —  3 ноября 1906, Мюнхен) — немецкий художник.

## Биография
Сын художника Гисберта Флюггена. Первые уроки живописи получил у своего отца, позже у К. Пилоти в Мюнхенской академии художеств, под влиянием которого начал писать исторические картины. После окончания академии совершил для усовершенствования поездку в Париж, Лондон и Бельгию, где усвоил себе кое-что из архаистической манеры Х. Лейса.
Жил и трудился в Мюнхене. В конце 1870-х годов появилась серия его работ на тему вагнеровской оперы, которые привлекли к нему внимание короля Баварии Людвига II.
Художник-жанрист, портретист, исторический живописец.
Главные качества его картин — строгая обдуманность композиции, верный рисунок и приятность несильного, но гармоничного колорита. Наиболее известные его произведения:
- «Ландграфиня Елизавета Тюнгенская, во время своего бегства укрывшаяся с четырьмя детьми в развалившейся хижине» (1867), * «Парочка надувшихся друг на друга влюбленных»,
- «Мильтон диктует своим дочерям Потерянный Рай»,
- «Дочь трактирщицы»,
- «Ландграфиня Маргарита прощается со своими детьми»
- «Регина Имгоф, впоследствии жена Георга Фюггера, принимает свадебные подарки».

Очень хороши по сходству, моделировке и краске многие из портретов, вышедших из-под кисти этого живописца.
Похоронен на Старом южном кладбище Мюнхена в одной могиле с отцом.